# Parque zoológico de Ática
El Parque zoológico de Ática (en griego: Aττικό Ζωολογικό Πάρκο) es un zoológico privado de 20 hectáreas (49 acres) ubicado en el suburbio ateniense de Spata, en Grecia. El zoológico es el hogar de cerca de 2000 animales que representan 400 especies, y está abierto los 365 días del año. Los visitantes pueden visitar el zoológico de Attica todos los días de 9:00 a. m. a 6:30 p. m.
El Zoológico abrió sus puertas en mayo de 2000. Al principio fue un parque de aves que fue el hogar de 1.100 aves de 300 especies diferentes -. La tercera colección de aves más grande en el mundo. El mundo de los reptiles se añadió en abril de 2001, seguido de fauna griega en 2002, el Banco Africano de exposiciones Sabana (con cebras y jirafas) en 2003, una exposición de gatos, entre otros elementos.